# Ilicnamo
Ilicnamo ist eine Aldeia auf der südostasiatischen Insel Atauro, die zu Osttimor gehört. 2015 hatte die Aldeia 432 Einwohner.

## Geographie
Ilicnamo liegt im Süden des Sucos Biqueli (Gemeinde Atauro). Westlich und nördlich liegt die Aldeia Ilidua Douro und östlich die Aldeia Pala. Im Süden grenzt Ilicnamo an den Suco Beloi und im Südosten reicht die Aldeia bis an die Ostküste Atauros.
An der Küste liegen die Siedlungen Ilicnamo und das größere Watupo. Nahe der Südgrenze liegt die Siedlung Pala parte foho und im Norden Douro (Doro).

## Einrichtungen
Nahe Watupo steht eine Sendeantenne der Telekommunikationsgesellschaft Telemor. In Douro befinden sich ein Wasserreservoir und der Versammlungssaal der Aldeia.